# Soyuz 18a
Soyuz 18a (hoặc Soyuz 18-1, Soyuz 7K-T No.39, April 5 Anomaly) là một tàu vũ trụ Soyuz có người lái không thành công của Liên Xô năm 1975. Chuyến bay được dự kiến bay đến trạm vũ trụ Salyut 4, nhưng do tên lửa Soyuz bị hỏng, phi hành đoàn đã không thực hiện được chuyến bay. Các phi hành đoàn bao gồm chỉ huy Vasili Lazarev, và kỹ sư bay Oleg Makarov. Mặc dù nhiệm vụ bị huỷ bỏ và không đạt được mục tiêu đề ra, con tàu đã vượt qua đường Karman ở độ cao 100 km và đã được gọi là bay lên quỹ đạo thấp. Phi hành đoàn, có những lo ngại ban đầu rằng họ sẽ đáp xuống Trung Quốc, đã được giải cứu thành công.